# 오랑주 개선문

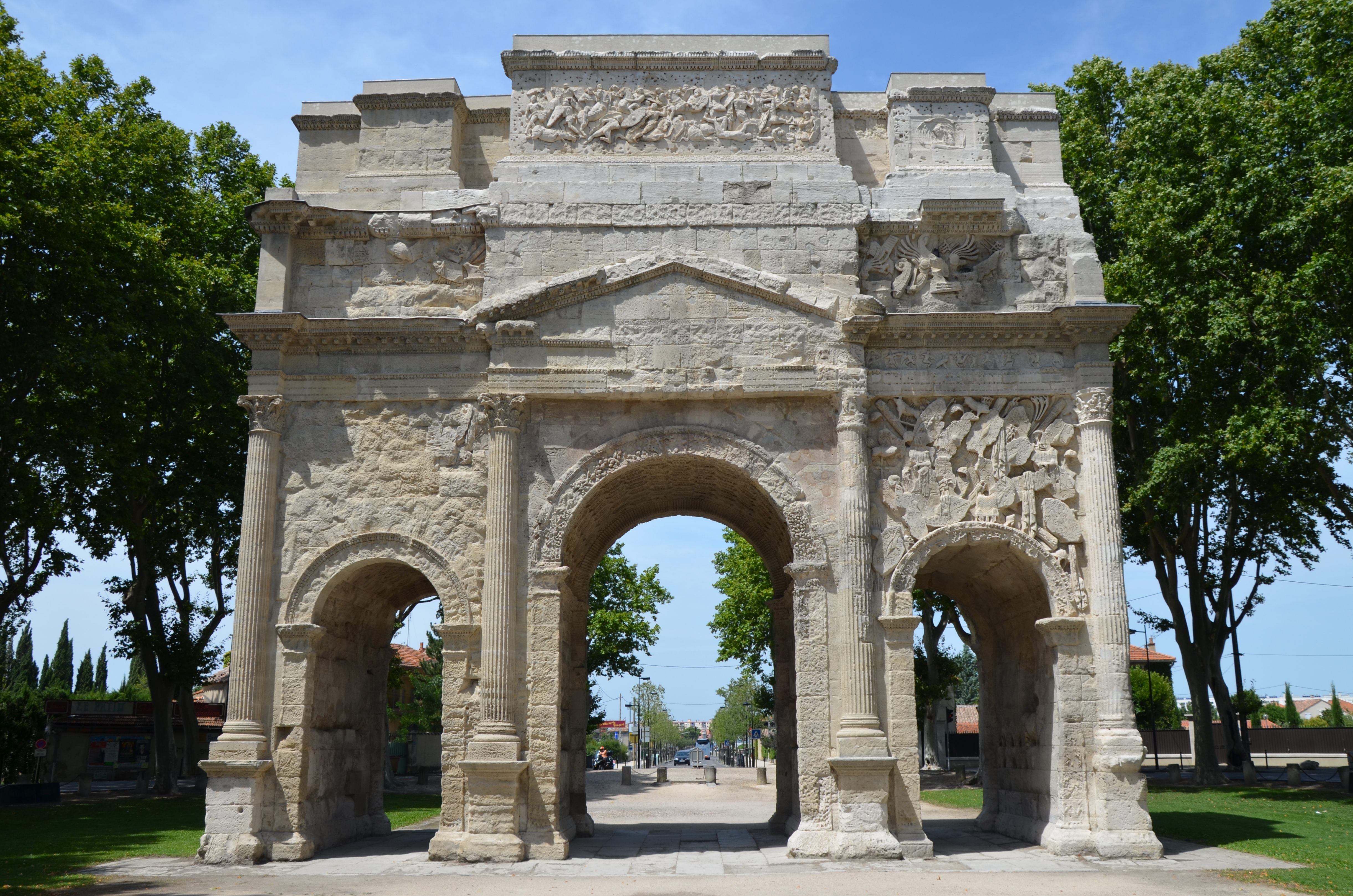
오랑주 개선문

오랑주 개선문(프랑스어: Arc de triomphe d'Orange)은 프랑스 남부 보클뤼즈주 오랑주에 있는 개선문으로, 유네스코의 세계유산에 등록되어 있다.

## 개요
과거 비아 아그리파의 개발에 기원전 20년경에 지어졌다. 고대극장과 현 시청사가 있는 부지에서 조금 북쪽으로 벗어난 위치에 있다.
새겨진 부조 중에서는 특히 갈리아인과 로마인의 전투와 전리품 등이 그려진 북면의 보존 상태가 양호하다.